# Fear, uncertainty and doubt
Pour les articles homonymes, voir FUD.
Fear, uncertainty and doubt (FUD, litt. « peur, incertitude et doute ») est une technique rhétorique utilisée notamment dans la vente, le marketing, les relations publiques et le discours politique.
Elle consiste à tenter d'influencer autrui en diffusant des informations négatives, souvent vagues et inspirant la peur. Terme initialement utilisé pour qualifier une tactique de désinformation d'IBM, le FUD est utilisé plus largement au XXIe siècle.

## Historique
Selon le Jargon File, le mot FUD fut créé en 1970 par Gene Amdahl, ancien employé d’IBM pour décrire la technique des commerciaux d'IBM chez ses clients potentiels. Cette manière de désinformation reposant sur la suggestion était apparue au grand jour lors du procès retentissant qui opposa Big Blue à son rival, Control Data, entre 1969 et 1973. Ce procès coûta à IBM des concessions à l’amiable évaluées à 80 000 000 $. Incapables de concurrencer efficacement le supercalculateur CDC 6600 de leur concurrent, les dirigeants d’IBM avaient fait connaître à leurs clients qu’ils étaient sur le point de mettre sur le marché un matériel au moins équivalent, le Model 92, nouvelle version du System/360. Quoique cette machine fût purement imaginaire, l’annonce contribua à tarir les ventes du CDC 6600.

## Caractéristiques
Selon Brian Martin, un FUD comporte les éléments suivants :
- l'urgence : il vous faut acheter ce produit dès aujourd'hui sous peine de prendre un retard considérable, ou parce que vous êtes déjà en danger ;
- les supporters : soit aucun nom n'est cité, soit les supporters sont des escrocs ou des charlatans ;
- la technique : le vocabulaire choisi n'est pas facile d'accès, et des techniques simples sont présentées comme étant révolutionnaires ;
- le pouvoir de nuisance : il vous faut acheter tel produit sous peine de vous faire pirater, de perdre de l'argent ou de ne pas avoir de succès ;
- l'intox médiatique : un FUD exagère ou invente les faiblesses du produit concurrent, tout en attaquant ses points forts de manière biaisée.

## Exemples
Le FUD peut être utilisé comme une stratégie marketing pour dénigrer un produit, un service, une monnaie, voire une personne d'une société concurrente.
La force du FUD réside dans le fait qu'il s'adresse à un public de non spécialistes, plus influençable. Plus le sujet est vaste et complexe, ou plus il fait appel à des compétences pointues, des ressentis ou des données abstraites venant appuyer la conviction de l'auteur, plus le FUD sera efficace.[réf. nécessaire]
Généralement, un FUD rassemble des hypothèses sans fondement et des verbes conjugués au conditionnel. Plus un FUD est répété, plus il entre dans l'inconscient collectif et plus son effet peut être important.

### Informatique
Les partisans du logiciel libre accusent la société Microsoft de faire régulièrement usage du FUD pour dénigrer le système d'exploitation GNU/Linux et le logiciel libre en général. Les comparaisons de prix d'acquisition, de fiabilité, de sécurité et d'indemnisation entre Linux et Windows disponibles sur le site de Microsoft sont par exemple qualifiés de FUD selon Tristan Nitot de standblog.org.
L'expression FUD a également été utilisée de façon plus anecdotique à propos de l'attitude de certains acteurs du mouvement open source.

### Sécurité
L'usage de la terminologie d'« arme de destruction massive » est souvent citée comme exemple de FUD.

### Politique
D'après Tony Thorne, linguiste consultant au King’s College de Londres, les partisans du Brexit au Royaume-Uni pratiquent le FUD en faisant un large usage de simplifications et d'approximations dans leur campagne contre les "remainers".